# Almost Perfect
Almost Perfect  è una serie televisiva statunitense in 34 episodi trasmessi per la prima volta nel corso di 2 stagioni dal 1995 al 1997.
È una sitcom incentrata sulle vicende di coppia di Kim Cooper, interpretata da Nancy Travis, e Mike Ryan, interpretato da Kevin Kilner. La serie fu annullata durante la prima televisiva sulla CBS ad ottobre del 1996, dopo quattro episodi della seconda stagione. Altri sei episodi furono trasmessi solo a dicembre del 1997.

## Trama
Kim Cooper è una sceneggiatrice nella serie televisiva Blue Justice (una parodia di NYPD Blue) da poco promossa al ruolo di produttrice esecutiva. Al lavoro Kim deve fronteggiare l'ego degli attori e stimolare la creatività dei suoi tre coautori: Gary, l'eterno nevrotico, Neal, l'eccentrico hippie, e Rob, il provinciale ingenuo. Mike Ryan, un procuratore distrettuale, è il suo fidanzato. Entrambi vivono un rapporto altamente stressante e frenetico a causa delle loro professioni e dei loro impegni che portano via molta parte della giornata.

## Personaggi e interpreti

### Personaggi principali
- Kim Cooper (34 episodi, 1995-1997), interpretata da Nancy Travis.
- Gary Karp (34 episodi, 1995-1997), interpretato da Chip Zien.
- Rob Paley (34 episodi, 1995-1997), interpretato da Matt Letscher.
- Neal Luder (34 episodi, 1995-1997), interpretato da David Clennon.
- Mike Ryan (25 episodi, 1995-1996), interpretato da Kevin Kilner.

### Personaggi secondari
- Denise (9 episodi, 1996-1997), interpretato da Mary Jo Smith.
- Patty Karp (8 episodi, 1995-1996), interpretata da Lisa Edelstein.
- Maitre'D (6 episodi, 1995-1997), interpretato da Cliff Levine.
- Shannon (6 episodi, 1996-1997), interpretata da Sarah Ann Morris.
- Allison (3 episodi, 1996-1997), interpretata da Katherine LaNasa.
- Jeannie Guthrie (3 episodi, 1995), interpretata da Talia Balsam.
- Charles Kind (3 episodi, 1995-1996), interpretato da Mark Harelik.
- Sheri Sadler (3 episodi, 1995-1996), interpretata da Nike Doukas.
- Jack Chenault (2 episodi, 1997), interpretato da Jeffrey Nordling.
- Piper (2 episodi, 1995), interpretato da Elizabeth Anne Smith.
- Jerry (2 episodi, 1995-1997), interpretato da Wayne Wilderson.
- Adams (2 episodi, 1995), interpretato da Jon Tenney.
- Lisa O'Malley (2 episodi, 1995-1996), interpretata da Gretchen German.
- Janet (2 episodi, 1995-1996), interpretata da Mary Gordon Murray.
- Roxy (2 episodi, 1995-1996), interpretata da Roxanne Beckford.
- Croupier (2 episodi, 1995), interpretato da Ray Laska.
- Shiny (2 episodi, 1995), interpretato da Lou Cutell.
- L.J. (2 episodi, 1995-1996), interpretato da Eileen Seeley.
- Katy Ryan (2 episodi, 1995-1996), interpretata da Susan Egan.
- Mary Ryan (2 episodi, 1996), interpretata da Bonnie Franklin.
- Tom Ryan (2 episodi, 1996), interpretato da Charles Hallahan.
- John (2 episodi, 1996), interpretato da Montae Russell.

## Produzione
La serie, ideata da David Isaacs, Ken Levine e Robin Schiff, fu prodotta da Levine & Isaacs Productions e Paramount Television. Le musiche furono composte da Bruce Miller.

### Registi
Tra i registi sono accreditati:
- Philip Charles MacKenzie in 7 episodi (1995-1997)
- Ken Levine in 4 episodi (1995-1997)
- Leonard R. Garner Jr. in 3 episodi (1996-1997)
- Andy Ackerman in 2 episodi (1995)
- Stan Daniels in 2 episodi (1995)
- Gail Mancuso in 2 episodi (1995)
- Victor Fresco
- David Lee
- Jeff Melman
- Alan Myerson

### Sceneggiatori
Tra gli sceneggiatori sono accreditati:
- David Isaacs in 20 episodi (1995-1997)
- Ken Levine in 20 episodi (1995-1997)
- Robin Schiff in 20 episodi (1995-1997)
- Victor Fresco in 16 episodi (1995-1996)
- Linda Teverbaugh in 3 episodi (1995-1997)
- Michael Teverbaugh in 3 episodi (1995-1997)
- Sue Herring in 2 episodi (1995-1997)
- Ken Estin in 2 episodi (1996)
- Carol Leifer in 2 episodi (1997)

## Distribuzione
La serie fu trasmessa negli Stati Uniti dal 17 settembre 1995 al 31 dicembre 1997 sulla rete televisiva CBS. In Italia è stata trasmessa dal 23 gennaio 2005 su Paramount Comedy con il titolo Almost Perfect.
Alcune delle uscite internazionali sono state:
- negli Stati Uniti il 17 settembre 1995 (Almost Perfect)
- in Francia il 19 gennaio 1998 (Presque parfaite)
- in Germania il 1º aprile 1998 (Zwei Singles im Doppelbett)
- in Svezia il 25 giugno 1998 (Sjätte himlen)
- in Italia (Almost Perfect)

## Episodi
| Stagione         | Episodi | Prima TV USA |
| ---------------- | ------- | ------------ |
| Prima stagione   | 24      | 1995-1996    |
| Seconda stagione | 10      | 1996-1997    |